# 李希宗
李希宗（501年—540年），字景玄，出自赵郡李氏东祖，东魏大臣。
李希宗曾祖父李顺，祖父李式，父亲李宪，过继给李宪的哥哥。李希宗性宽和，仪貌雅丽，涉猎书传，有文才。起家担任太尉参军事，转直后，领侍御史，改任通直散骑常侍。后来担任东南道行台邸珍右丞，与诸军在彭沛讨逆，转成为高欢的大行台郎中。历任散骑常侍、中军大将军、金紫光禄大夫。高欢提拔他为中外府长史，为高欢的儿子高洋纳其第二女李祖娥。李希宗以他的人望，深受高氏父子的礼遇。出任上党郡太守，患病，兴和二年四月在上党郡去世，年四十岁，朝廷赠予使持节、都督定冀沧瀛殷五州诸军事、骠骑大将军、殷州刺史、司空公，谥号文简，武定二年十一月岁次甲子十一月辛已朔廿九日己酉（544年12月28日）葬于黃石山东侧。

## 家庭

### 祖父
- 李式，北魏兖州刺史[1]

### 父母
- 李宪，北魏仪同[1]
- 河间邢氏，北魏瀛州主簿邢肃之女[2]

### 兄弟姐妹
- 李长钧，北魏开府参军事[2]
- 李希远，北魏殷州主簿[2]
- 李希仁，北魏辅国将军、中书侍郎[2]
- 李骞，北魏散骑常侍、中军将军、殷州大中正[2]
- 李希礼，北魏征虏将军、司空咨议[2]
- 李长辉，嫁北魏龙骧将军、营州刺史、安平男博陵崔仲哲[2]
- 李仲仪，嫁北魏冀州司马勃海高某[2]
- 李叔婉，嫁北魏兖州刺史、渔阳县开国男博陵崔巨伦，廷尉卿崔逸之子[2]
- 李季嫔，嫁北魏司空公、安乐王元鉴，尚书左仆射、安乐武康王元诠之子[2]
- 李稚媛，嫁北魏骠骑将军、左光禄大夫荧阳郑道邕，青州刺史郑琼之子[2]

### 夫人
- 崔幼妃，出自博陵崔氏的博陵第二房，北魏后将军、殷州刺史崔楷第三女，生五子五女[3]

### 子女
- 李祖昇，北齐齐州刺史
- 李祖勋，北齐开府仪同三司、左光禄大夫、殿中尚书、丹杨郡王
- 李祖猗，嫁东魏安乐王元昂，后改嫁博陵崔叔瓒[2]
- 李祖娥，嫁齐文宣帝高洋
- 李祖纳，北齐散骑常侍
- 李祖揖
- 李祖钦，北齐光禄卿、竟陵王